# Ri Jong-myong
Ri Jong-myong (ur. 27 kwietnia 1985) – północnokoreański zapaśnik w stylu wolnym. Olimpijczyk z Londynu 2012, gdzie zajął piąte miejsce w kategorii 60 kg.
Zajął 25 miejsce w mistrzostwach świata w 2011. Piąty na igrzyskach azjatyckich w 2010. Brązowy medal w mistrzostwach Azji w 2011 roku.